# Smaragdina reyi
Smaragdina reyi là một loài bọ cánh cứng trong họ Chrysomelidae. Loài này được C. Brisout miêu tả khoa học năm 1866.